# Meta Quest 3

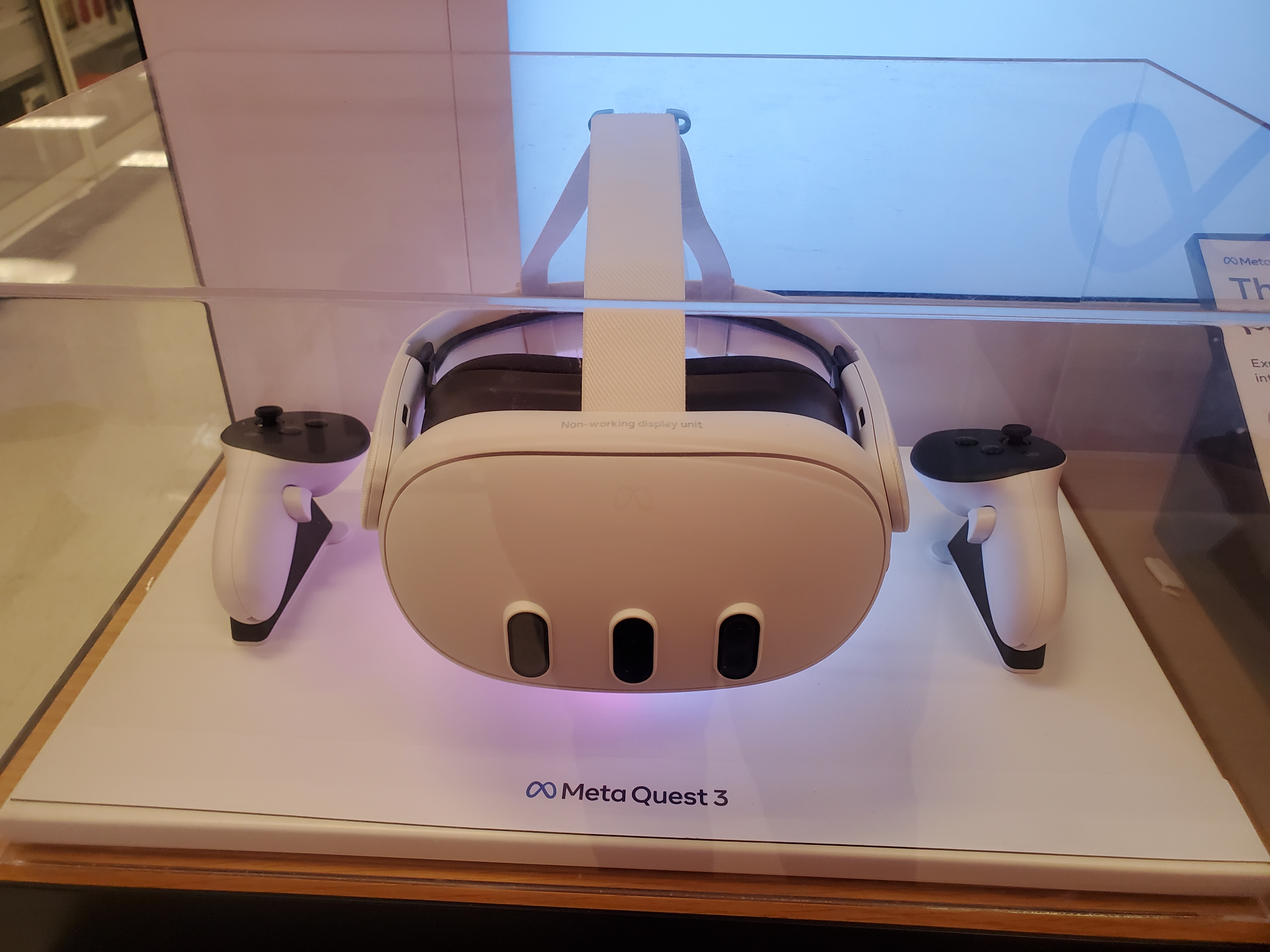
Meta Quest 3 mit Controllern

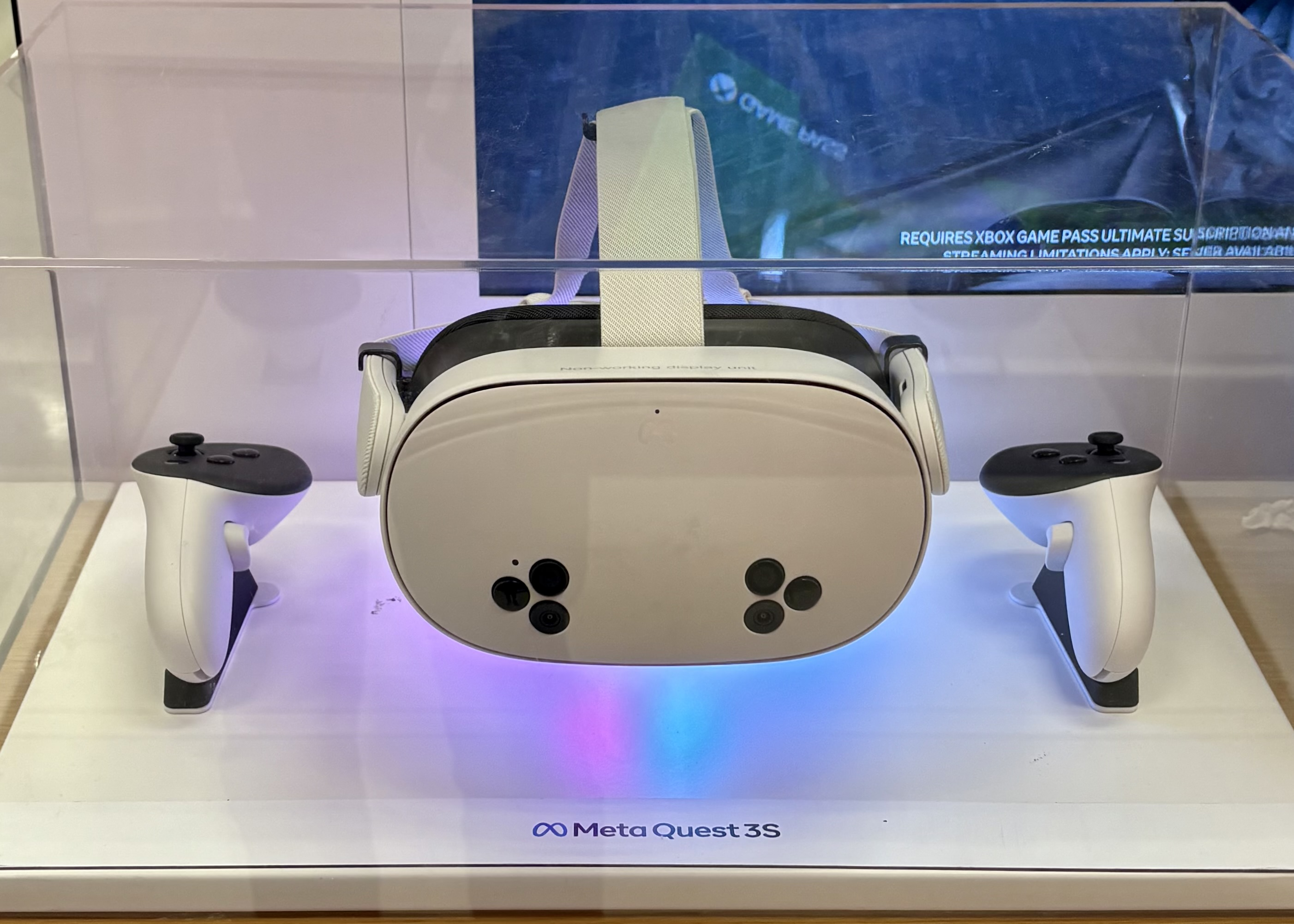
Meta Quest 3S mit Controllern

Die Meta Quest 3 ist ein Virtual-Reality-Headset von Meta und Nachfolger der Meta Quest 2. Es kann sowohl autark als auch in Verbindung mit einem PC verwendet werden. Es wurde im Juni 2023 angekündigt und erschien am 10. Oktober  2023.
Am 15. Oktober 2024 wurde mit der Meta Quest 3S ein günstigeres und technisch abgespecktes Modell auf den Markt gebracht.

## Hardware
Die Meta Quest 3 enthält zwei separate LCD-Displays mit einer Auflösung von je 2.064 mal 2.208 Pixeln und besitzt somit eine höhere Gesamtauflösung als die Displays der Meta Quest 2 oder Meta Quest Pro. Für die Optik werden Pancake-Linsen verwendet (bei der Quest 2 waren es noch Fresnel-Linsen), wodurch eine höhere Abbildungsqualität und ein kompakterer Aufbau erreicht wird. Das Sichtfeld wurde auf 110° horizontal und 96° vertikal vergrößert. Der Augenabstand ist stufenlos im Bereich 58 bis 75 mm verstellbar.
Dem VR-Headset liegen zwei Touch-Plus-Controller bei, die optisch – ohne den Tracking-Ring der Vorgängermodelle – an die Touch-Pro-Controller der hochpreisigeren Meta Quest Pro erinnern. Im Gegensatz zu diesen besitzen sie allerdings keine eigenen integrierten Kameras, um die eigene Position im Raum selbstständig und unabhängig vom Headset zu bestimmen.
Als SoC kommt der Qualcomm Snapdragon XR2 Gen 2 zum Einsatz, der laut Aussage von Meta etwa die doppelte GPU-Leistung des XR2 Gen 1 (in der Meta Quest 2) erreichen soll. Das zum Verkaufsstart in Deutschland für 550 € angebotene Modell verfügt über 128 GB Speicher; für 700 € ist eine zweite Variante mit 512 GB Speicher erhältlich. Beide Modelle verfügen über 8 GB Arbeitsspeicher.
Neben den vier Tracking-Kameras (schwarz-weiß) verfügt die Meta Quest 3 über zwei 4-Megapixel-Farbkameras und einen Tiefensensor. Damit wird ein farbiger Pass-through-Modus mit realistischer Tiefenwahrnehmung ermöglicht, der u. a. für Mixed-Reality- und AR-Anwendungen genutzt wird. In einer Demo zeigte Meta ein Spiel, dessen Spielfläche auf einem (realen) Couchtisch eingeblendet wurde, sowie eine Boxkampf-Simulation, bei der der Spieler gegen einen Gegner kämpft, der ihm scheinbar im eigenen Wohnzimmer gegenübersteht.
Während das Gewicht im Vergleich zur Meta Quest 2 etwa gleich geblieben ist, ist der Aufbau des Headsets etwa 40 % schlanker, wodurch sich der Schwerpunkt näher am Kopf des Trägers befindet, was zu einer Verbesserung des Tragekomforts führen soll.

## Software
Die Meta Quest 3 ist abwärtskompatibel zu den Vorgängermodellen, so dass sämtliche existierenden Quest-Spiele darauf lauffähig sind. Darüber hinaus wurden neue Spiele und andere Anwendungen angekündigt, die die verbesserten Möglichkeiten der Hardware – insbesondere den farbigen Pass-through-Modus – nutzen.

## Datenschutz
Die Firma Meta räumt sich das Recht ein, sämtliche bei der Meta Quest 3 anfallende Daten zu speichern, zu verarbeiten und mit anderen Firmen oder Personen zu teilen. Das beinhaltet unter anderem auch die Bild- und Videoaufnahmen der Kameras sowie das Tonsignal des eingebauten Mikrofones. Die Apps anderer Hersteller, die auf der Meta Quest 3 laufen, dürfen ihrerseits ebenfalls auf sämtliche Sensordaten zugreifen und diese Daten auch an Dritte weiter leiten, wenn das Recht in deren jeweiligen Datenschutzbestimmungen eingeräumt wird.